# Silniční most přes Ředičku
Silniční most č. 298-005 se nalézá na silnici II/298 ve směru ze Sezemic na Býšť, asi 1 km západně od centra obce Choteč v okrese Pardubice. Most představující typické silniční dílo z konce 19. století, od roku 1958 je chráněn jako nemovitá kulturní památka ČR.

## Popis
Jedná se jednoobloukový můstek přes místní vodoteč nazývanou Ředička, která je za mostem zaústěna do země. Oblouk mostu je vyklenut z pískovcových kvádrů, zbytek mostu je vyzděn z lomového kamene. Výška mostního oblouku je 0,3 m, délka mostu asi 2 m.

## Fotogalerie

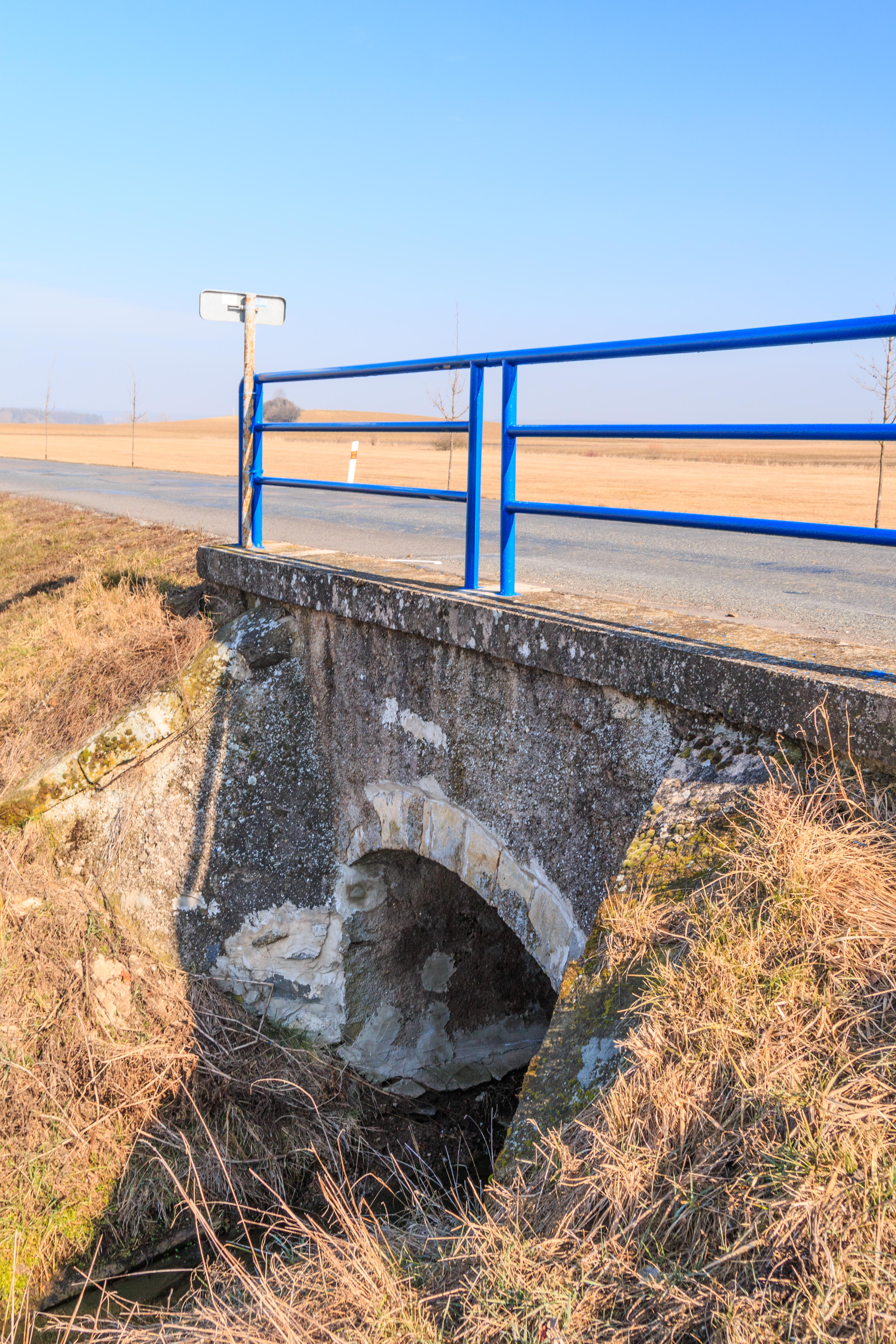
Silniční most č. 298-005
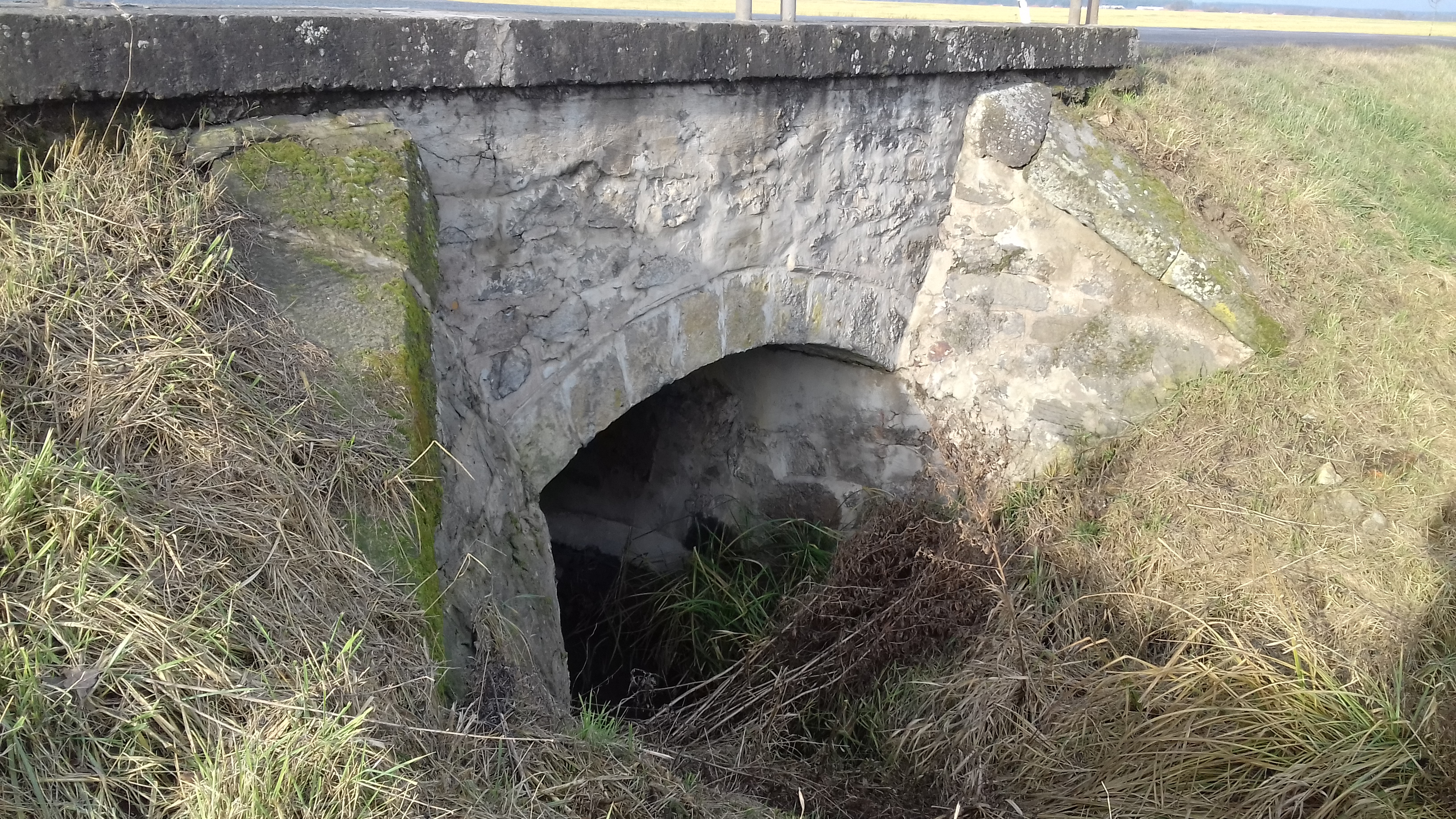
Silniční most č. 298-005